# Tetta Kisaki
Tetta Kisaki (稀咲 鉄太 Kisaki Tetta) es uno de los antagonistas de la serie de anime Tokyo Revengers, es un personaje destacado por su alta inteligencia y manipulación, tiene un rencor contra Takemichi Hanagaki. 

## Apariencia
Kisaki es un joven de estatura mediana, Tiene los ojos azules y lleva un peculiar cabello teñido de rubio. También lleva lentes de montura dorada, y una perforación corporal del mismo color en la oreja izquierda.
Kisaki tuvo su primera aparición en la serie en el capítulo 7 del anime, Kisaki en su aparición tenía el cabello cortado al rape y afeitado en el lado derecho de su cabeza, y más tarde se lo deja crecer un poco dejándolo recortado. Kisaki cuando era niño, que tenía el cabello más largo, despeinado, y de color negro.

## Personalidades

### Personalidad del pasado (Juventud): Timidez y Sociabilidad
Kisaki cuando era niño, era un joven bastante tímido y sufría Bullying, pero eso no lo detuvo, Kisaki es bastante inteligente era considerado como un prodigioso estudiante, tuvo su primer amor en una mañana de invierno cuando iba caminando se encontró a Hinata Tachibana que estaba siendo acosada por un grupo de niños mayores que ella, Kisaki no dudo en defenderla pero no pudo lograrlo ya que su Timidez y su poca valentía hicieron que esté mismo quedará sin moverse del lugar donde estaba, pero este mismo reaccionó cuando apareció Takemichi Hanagaki y comenzó a golpear a los otros niños que estaban intimidando a Hinata, Kisaki se dio cuenta de que Hinata se había enamorado de Takemichi y comenzó a comprender de que el no podía obtener el amor de Hinata por su cobardía.

### Personalidad del pasado (adolescencia): Tranquilidad y soberbia
Durante la adolescencia de Kisaki se le ha podido observar en diversos hechos delictivos en y entre ellos se ha encontrado a Takemichi Hanagaki, la primera vez que se encontró con Takemichi fue cuando esté mismo iba caminando con otros dos pandilleros, este mismo se le pudo observar sus sonrisa malvada y su tranquilidad mientras iba caminando, en la pelea contra Valhalla se pudo observar que Kisaki estuvo bajo las sombras de Hamma y apareció después de que Mickey estuviera inconsciente, esto demuestra que Kisaki es capas de manipular diversas funciones para poder lograr su objetivo.

### Personalidad de la Línea temporal alterna (encuentro con Takemichi y Chifuyu): Manipulación de los hechos y victimización
En el capítulo final del anime de la primera temporada, takemichi regresa el futuro y llega al edificio central de la pandilla Tokyo Manji, este mismo se encuentra con varios capitanes de las diversa divisiones, pero este mismo se encuentra con Tetta Kisaki que lo llama para conversar, mientras que Kisaki dice toda la verdad que el estuvo detrás de la muerte de Baji y del intento de asesinato de Draken, Kisaki se beneficio de la credibilidad de Takemichi y Chifuyu haciendo que esté mismo usará la táctica de victimización y engaño fácilmente a Takemichi y Chifuyu, mientras estos mismos piensan que Kisaki está arrepentido de lo que hizo, caen inconscientes ya que Kisaki había puesto medicamentos para dormir en el licor que estaban tomando, Kisaki aprovecha la oportunidad y logra secuestrar a Takemichi y Chifuyu.

## Vestimenta
A Kisaki se le ha visto con el uniforme de la Tokyo Manji y con el uniforme de Tenjiku, mientras estaba en Tenjiku se enfrentó varias veces con Takemichi cuando esté mismo forma parte de las dos pandillas.

## Habilidades

### Autoridad
Kisaki ha ocupado altos cargos en múltiples bandas para promover sus planes, como Toman, Moebius, Valhalla y Tenjiku.

### Durabilidad y resistencia
Tetta Kisaki está lejos de ser un  delincuente fuerte, Kisaki tiene una capacidad de combate superior y es considerada como extremadamente peligrosa por sus diferentes métodos. Es capaz de defenderse y derrotar a otros miembros de las pandillas enemigos.

### Inteligencia
Kisaki es un individuo especialmente peligroso, y su método más peligroso no es su fuerza, si no es su gran inteligencia. Kisaki ha demostrado que puede ser  intelectualmente extraordinario a lo largo de la historia de la serie de Tokyo Revengers, pudiendo frustrar los planes de Takemichi varias veces a pesar de que este último puede viajar cambiar el futuro. Ha sido capaz de manipular ingeniosamente a innumerables delincuentes superiores para que cumplan sus órdenes y le sirvan de fachada para que no descubran sus verdaderas intenciones. Si no fuera por la habilidad de viajar en el tiempo de Takemichi, Kisaki habría Sido con facilidad el líder de la Tokyo Manji.

## Enemigos

### Takemichi Hanagaki
Es el capitán de la primera división de la Tokyo Manji, presidente de la 11° generación de los Black Dragons, miembro de los Brahman y fundador de la 2° generación de la Tokyo Manji Gang. Antes del salto en el tiempo, era un empleado a tiempo parcial que vivía en un sucio apartamento y pasaba sus días perdiendo el tiempo, pero un día su exnovia de la secundaria Hinata Tachibana y su hermano fueron asesinados por un miembro de la Tokyo Manji. Su habilidad de lucha solía ser mediocre, y era el integrante más débil de la Tokyo Manji, pero a medida que regresaba al pasado, comenzó a desarrollar fuerza mental con tal de salvar el futuro de sus amigos más cercanos. Crece hasta el punto en que puede luchar con Taiju Shiba e Izana kurokawa, y abrumar a Kiyomasa y Kisaki. Es interpretado por Yūki Shin en japonés, por Diego Becerril en español latino, y Pedro Miguel Sánchez en español castellano.